# Narsdorf
Narsdorf település Németországban, azon belül Szászország tartományban. 

## Népesség
A település népességének változása: